# Association nationale des producteurs de café-cacao de Côte d'Ivoire
L'Association nationale des producteurs de café-cacao de Côte d’Ivoire (ANAPROCI) a été créée par ordonnance de référé n° 396 en date du 19 mars 2008. Son but premier est la valorisation des filières de café et cacao par une discussion qui aboutirait à l'adoption des prix permettant aux producteurs d'assurer leur bien-être.

## Historique
La création de ladite association a vu le jour à la suite des nombreuses plaintes des producteurs des filières, qui ont constaté un système inadéquat de fixation des prix de café et cacao. L'ANAPROCI compte aujourd'hui plus 60 000 membres, tous des producteurs du café et cacao à travers toutes les contrées de la Côte d'Ivoire. Le modèle économique de fixation des prix depuis 14 ans est également remis en cause, qualifiant de dérisoire la part de 5% attribuée aux producteurs dans l’ensemble de la chaîne de valeur du cacao. Ils préconisent une révision de ce modèle pour aligner les revenus des producteurs avec leur contribution majeure à l’économie mondiale,,.

## Mission
Avec à sa tête M. KANGAH Koffi, l'ANAPROCI a pour mission principale de valoriser les filières de café et cacao par une discussion qui aboutirait à l'adoption des prix permettant aux producteurs d'assurer son bien-être,,. Comme priorité de l'actuel Président du Conseil d'Administration, c'est d'améliorer les prix d’achat aux producteurs et la mise en place de l’interprofession de la filière, permettant aux producteurs d’être directement impliqués dans son développement et sa gestion.